# 黒田鉄山
黒田 鉄山（くろだ てつざん、1950年〈昭和25年〉 - 2024年〈令和6年〉3月3日）は、日本の武術家。流派は、駒川改心流、民弥流、四心多久間流、椿木小天狗流、誠玉小栗流。嘉永元年（1848年）に創設された道場『振武舘黒田道場』の元館長（第15代宗家）。
その腕前は生前に当代随一との呼び声もあったほどに高く評価されており、なかでも居合術の技量は特筆に値するとされ、武術研究家の甲野善紀から「居合術の真の姿を現代に伝える”唯一本”の細糸のような方」、『Aikido Journal』編集長のスタンレー・プラニンから「（黒田の居合を目にしたときの衝撃は）宗教的な啓示に似ており、このような奇跡的な動きを目撃させてくれた創造主へ謙虚に感謝するのである」とまで評された。
また、主観的・経験的ならびに科学批判を超えた信仰的アプローチに基づいた古典的指導論に終始しがちな「武術」という前近代的身体運動文化について、論理的かつ体系的に構築された独自の#武術論 を一代でまとめあげた理論家としても知られた。

## 黒田家と振武舘
黒田家は、江戸時代末期から一家相伝によって5つの武術流派を継承している家系で、その初代は、江戸時代末期に富山藩で武芸師範を務めた武士の黒田正好（1811年-1873年。黒田家の家系では10代目）である。さらに、その系譜に連なる黒田正郡には「榊原鍵吉に手合わせを望むも鍵吉が立ち合わなかった」という逸話があったり、黒田泰治には「中山博道が泰治に居合を鑽仰した」とも言われるほど、卓越した技量を持つ武術家を複数名輩出している家系でもある。黒田家の系譜は以下の通り。
- 黒田弥助正慶（初代）
  - （中略）[注 1]
    - 黒田弥平正好（10代目、流儀継承者初代）
      - 黒田寛正郡（11代目）
        - 黒田正義（12代目）
          - 黒田泰治（13代目）
            - 黒田繁樹（14代目）
              - 黒田鉄山（15代目）
                - 黒田泰正（16代目）

初代（10代）・正好は、嘉永元年（1848年）に現在の富山市内に自身の道場『黒田道場』を創設、当時の富山を代表する武芸指南場所の一つとして隆盛を極めた。明治27年（1894年）、正好の子・正郡が旧富山藩主・前田利同伯爵から『振武舘』の号を賜ったことで、以後道場を『振武舘黒田道場』と称した（なお本項では以降「振武舘」として統一する）。その後大正10年（1921年）には、同市呉羽山に、門人によって正好・正郡を称えた石碑が建てられるに至っている。鉄山にとって祖父にあたる黒田泰治の代のとき、一家は埼玉県に移住、道場も同地に移設された。

## 経歴
1950年、埼玉県大宮市（現さいたま市）で、父・黒田繁樹の元に長男として生まれる。鉄山は本名であり、曾祖父の幼名「鉄之助」や祖父の号「鉄心齋」や永田鉄山に「鉄」の文字が使われていたことから、それにあやかって名づけられた。本人も具体的にいつから稽古を始めたか覚えていないほど、幼い頃から大人に交じって稽古に参加していたが、中学・高校時代は剣道部にも所属していた。少年時代は、厳しく育てられることもなく、成績もいたって普通で、勉強や稽古を強制されたこともなかったという。
1968年に法政大学の法学部に進学。大学紛争が頻発したせいで授業が休講になることが多くなったため、この頃より本格的に武術の稽古に参加するようになった。この頃は力任せの厳しい稽古が多く、道場を辞める者も少なくなかったが、逆に厳しい稽古が評判になり、生徒は集まっていたという。祖父・泰治からも指導を受けたが、泰治は鉄山が本格的に稽古しはじめた頃にはすでに老齢であったため口頭のみで、実際に型を見せてくれることはほとんどなく、あるとすれば年に一度程度の演武会だけであった。
厳しい稽古のなかで鉄山に実力がついてくる様子を見た泰治は、戦後再興された大日本武徳会に推薦状を送り、鉄山は当会から1969年に教士号を、翌年には古武道八段範士号を授与される。弱冠20歳のときで、史上最年少での授与であった。ただ鉄山自身、自身の稽古に全く納得していなかったという。
大学卒業後から生徒たちを指導する側に回った。最初は生徒4、5人程度のことであったというが、徐々にその数は増えていった。
1982年8月、長男・泰正が生まれる。
1983年、大日本武徳会埼玉県支部長となる（その後一時期は本部理事も務めることになる）。
同年5月、武術研究家の甲野善紀と出会う。甲野は、黒田家伝来の流儀内容と黒田鉄山の技量に感銘を受け、その後共著で書籍を出版するなどして、鉄山や黒田家の存在を武術界に広めた。実際に1980年代後半あたりから各武道・武術専門雑誌で度々特集されたり、鉄山自身も独自の武術理論の数々を書籍で発表するなどして、その知名度は高まっていった。また、鉄山と甲野は情報や意見を交換しながら互いに武術の研究に努めた。鉄山によれば、特に、元々苦手としていた柔術において、その上達に甲野の存在は大きかったという。
1990年代より海外進出にも踏み切り、フランス・パリやアメリカ・テキサスなどに道場支部を創設した。
2002年（平成14年）、父・繁樹の代より道場維持のために経営してきた接骨院を廃業。
以降、埼玉の本部道場を中心に、日本各地および世界各地の道場への訪問や演武会への参加、書籍・映像教材の出版等を通じて、家伝流儀の伝承と日本武術の魅力を伝え普及に努めていたが、2022年5月、病に倒れ、長期療養生活に入る。2023年5月より、長男の黒田泰正が振武舘第16代宗家を継承。
2024年3月3日21時9分逝去。73歳没。

## エピソード
- 妹が1人いるが、武術は全く稽古しなかった。大人になってから居合の練習をしたいと思ったようだが、結局一度もすることはなかったという[9]。
- 少年時代は武術よりも漫画に興味を持ち、自分で漫画を描くほどであった[14]。
- 本人曰く、幼少期から稽古は日常の一部で道場に行くことも好きだったというが、甲冑を着用して行う稽古のときには、甲冑を着させるのに数人の大人が必要なほど、泣いて四方八方に走って逃げ回っていた、という話を後々先輩弟子から聞いている（甲冑による稽古は現在行っていない）[9]。
- 中学、高校時代は剣道部に所属していたが、自身の家で学んでいた剣術とは違っていたため、軽い打ち方によって審判になかなか一本をとってもらえないなど、最初は苦労した。ただ、本人は剣道に対して本気で打ち込んでおらず、中学時代は練習をサボることも多かった[14]。
- 大学進学と同じ年、先輩の知り合いの道場開きに祖父と共に招かれたとき、そこで剣術と居合の型を披露した。このとき鉄山は、居合の型でわずかに失敗しながらも、その場を誤魔化し他人に褒められて得意になっていた。しかしあとになって祖父にその失敗を指摘され、得意になっていた自分に腹が立った。これがきっかけとなって本格的に武術の稽古に邁進するようになったという[15]。
- 父・繁樹によれば、祖父・泰治は居合の稽古に関して非常に厳しかったにもかかわらず、鉄山にだけはあまり口出しせず静かに見ていたという[16]。
- 免許の伝授式といったものは特になく、ごく自然の成り行きで父の死後宗家を引き継いだ[9]。
- スポーツは苦手である。精神性も合わないが、何よりそのような練習に適した体を持っていなかった。たとえば手裏剣は簡単に仕込めるが、ボールはうまく投げられず、野球が楽しいと思ったことはないという[9]。
- アメリカで行われた演武会「AIKI EXPO」でエリス・アムダーによる戸田派武甲流薙刀術の演武を見た際、自然と涙を流してしまった。演武会終了後も鉄山はその理由についてずっと考えていたが、技術的なレベルとは関係なく全身全霊で型を忠実に保存していることに感動したのだとやっと気づいた。決してその仕草が自分たちの流派と近いとか、同じ理論を使っているというわけでもなかった。もはやそこに日本人、アメリカ人といった区別はなく、型を守るために込められた思いに心の底から感動し、涙が止まらなかったのだという。そして出発パーティーのときに、彼のところに行って気持ちを伝えようとしたが、あのシーンを思い出すとまた感動してしまい、言葉が出なかった、と話している。[9]
- 若い頃、鉄山自身も肉体的な資質とスピードは年齢とともに低下すると思っていたが、晩年になって、実際にこの原則が適用されない状態が存在することに自分でも驚いているという[9]。
- 現代武術界では名実ともに広く知られる存在の黒田であるが、交友のある甲野善紀とは対照的に、これまでテレビ出演はほとんどしていない。

## 武術論
黒田鉄山によれば、古流武術を今日に伝える意義また学ぶ意義は、その伝統文化としての高度な身体の運用技術すなわち非日常的な動きを理解し、正しく学び伝えることにある。型という伝統的文化遺産を形骸化させることなく、また教えや大事などを観念化せずに可能な限り真の姿、生きた姿として次代に手渡していかなければならない、としている。
武術に関する理論は、古くから間違いなく存在していたもののこれまでほとんど言語化されておらず、またたとえされたとしても抽象的・観念的なものにすぎず、主観的・経験的アプローチに頼らざるを得なかった。本来絶対的なものに言葉は必要なく、「以心伝心」が本当の伝達方法であるが、今の時代、より高度な理論を学ぼうとするならば、それを説明することが必要である。説明がなければ、形を真似ることはできても、身体の使い方のメカニズムを理解することはできない。説明もせず、動きを見せた後に「こうするのだ」と言うだけでは、生徒たちは同じ筋肉を同じように使い続けてしまい、進歩することは難しい。一方で、言葉は物事を表面的にしか認識できず、その本質を伝えないことも明らかである、とした。

### 武術的身体と型
黒田鉄山は勝負事や強い弱いには関心が薄いと自ら述べている武術家である。彼の関心は家伝の武術を通した武術的身体の探求にある。彼は武術的身体を次のように定義している。
「武術的身体とは、武術の修練によって培われた非日常的な働きを有する武術的な術技的身体であると同時に芸術的普遍的価値を有する理想的な美的身体であり、自然体とも言われるものである」
この武術的身体の獲得を可能にするのが型の稽古である。黒田は型を「実戦のなかから生まれ育ったものであるが、実戦の雛形ではない」という。型は、実戦的闘争形態の中から次第に合理合法化され定型化されたものであって、身体の運用理論であり、また武術的身体を導く公式であり、実戦に対応するための動きを作り上げる順序立てられた手段（方便）である。戦いの中で意識的に型どおりに動くことなど意味がなく、また実戦では型どおりになど事が運ぶわけがない。このような約束事のない無法地帯ともいえる戦闘の場で自己の身体生命を守る楯・矛が型であって、それぞれの型に用意された想定自体には何の重要性もなく、その想定の下にある術技だてられた体捌きそのものにこそ重要性があるとする。
型は一般的、日常的な動作から離れた身体運動を要求している。身体の動作である以上、日常の動きとは外形は何ら変わらないように見えても、型というのは実質的には全く異なる身体の働きを要求している繊細優美なものであり、そういった物事の本質を見極める目を武術に限らず養う必要がある。慣れた日常的な動きから離れるのは容易ではないが、型の要求どおりに正しく動こうとすることで動きの質が変化する。動きの質が変化すると、その千変万化の動きは、合理合法な一定の法則を備えた動きであるがゆえに、誰と相対しても「型どおりの動き」「理に適った動き」と称されるべきものになるという。逆に、表面の動きだけを似せて自分の動きやすいように動いてしまうと、型は形骸化する。そのため、型は非常に形骸化され易いこともまた事実である、としている。
「型は下手だが実戦には強い」と言われるような者もいるが、喧嘩が上手い人は、何も練習していなくても、たいてい自然に上手くなっているもので、格闘技のトレーニングは、このようなスキルを向上させることができるだけだという。型は、身体に理論を染み込ませ、その動きを質的に変容させる役割を果たす。自分の動きを見えなくするために、そして相手が動こうとする瞬間をとらえる力を養うために、練習を重ねるのであり、レンガを割るような能力を身につけることではない。また鉄山によれば、試合などで使うことを前提に技術を学びたい者は、振武舘に来ることを勧めない。そういう者は、いっそのこと腕立て伏せをして筋力をつけたり、走って持久力をつけてくる方がよっぽど早く助かるはずであるという（たとえそれが武術とは呼べないものになるとしても） 。
格闘技で両者が戦うときは、お互いの身体的な資質をぶつけ合うことになる。攻撃をかわすには動物的な資質が必要であるが、武術では、攻撃が展開される前に察知できるような能力の育成を目指すのであり、そのために、攻めたいところを攻めてくるような「完璧性」を持つ型のトレーニングを行う。しかし、戦う前に自分の体をコントロールすることが重要である。そのためには、まず、腕を上げるという単純な動作でさえ、私たちは自分の体をコントロールできていないことに気づかなければならない、とした。
振武舘は黒田弥平正好によって創設され、その時点で5つの流派が結集された。これに関して「1人の人物が複数の流派をまとめて伝承すると、どの流派も似通ってしまい、特異性がなくなる」とまで言われることもある。しかし、そこで問題になるのは、流派の特異性とは何かということである。流派の固有性・特異性というのは、江戸時代から議論されてきた非常に複雑なテーマである。黒田は、流派による違いが、身体の使い方であればまた別の話であるが、腕の位置や拳の位置、使う武器、状況設定、構えなどであれば、それは全く問題ではない、とする。武術の根底にある体捌きは普遍的なものであり、一流儀内における型の違いと同じように、その身体的動きを獲得するための道筋が微かに（しかしそれでいて多くの技術的階層をもって）異なるだけでなければならない。また、ある人の動き（型ではない）を見て「この人はこの流派出身なんだ」とわかるのは、欠点あるいはただの悪い癖なのではないか、とも指摘する。動作の「雰囲気」の領域にあるものはすべて視覚的な身振りである以上、悪い癖である。例えば、黒田家が伝承する椿木小天狗流は天狗が創始したと伝えられているが、そのために天狗のような動きをしなければならないというのは、誤った考え方である。あくまでも身体的動きそのものは無色無臭であることが条件であるとする（後述）。

### 稽古方法
黒田によれば、人にはそれぞれ個性があるものの、それは術の世界においてはただの癖でしかなく、型の世界では無色無臭、そこには人ならずただ型が存在するのみであるとする。理論的な動きを正しく動くことができれば、そこには無個性な身体的動きが存在するのみで、個性を持った人間が型を打ったとき、そこに独自の動きが反映された色やにおいがあってはならない。そのため門弟には、黒田鉄山の動きをいわば完全にコピーしてもらうことをその目標としている。
相手と組む形式の型稽古では、古式のとおり受けの役割（打太刀）を常に上級者が務める。本来、相手との型稽古は、攻撃を受け流せなければやり直しがきかない世界であり、間違えたとしても「もう一回やらせてください」と言い訳ができない命懸けの世界である。実際、鉄山が子供の頃、誰かに自分の受けになるよう頼んだとき、たとえ鉄山が相手にゆっくりと打つように頼んだとしても、相手の動きはとても速く、かなり緊張しながら稽古に臨んでいたという。型の稽古で失敗を繰り返さない、言い訳をしない、ということは、自分の技術、能力、技能に絶対的な自信を持つことである。その自信は、現在の自分のレベルでは最大に見えても相対的に見れば低レベルと言えるかもしれないが、このような絶対的な自信は、武術の訓練のすべての段階において必要であり、自分を完全に信頼することが大事である、と説く（父・繁樹の教えによる）。そのため1人での稽古は重要であり、自主練習によって自分の動きに悪いところが見えなくなるくらいに実力がついてきたら、受けをつけてもらい教えを乞う。そうすることで、次の段階へと進むことが可能になるとした。
初心者が筋力を使った力任せの激しい練習をすることは実際にはそこまで問題ではないが、しかし、そうすることで次の段階に移行することが非常に難しくなる。特に時間がなく、週に数時間、月に数時間しか割けない時代に、このような訓練で異次元の修行に入ることは不可能である。このような理由から、鉄山はすべての生徒に最初から高次の原則を教え、練習では絶対に力を使わないことを要求している。
若いうちは年配者の真似をしてはいけない、自分の身体を最大限使うべきだと言う者もいるが、黒田によれば「力を使うな」というのは身体に備わる資源を使うなということではないという。例えば優れた武術家の多くはたくましい身体つきをしているが、それは理解できるまで力技で練習していたというのでは決してなく、素質のある者が「力を使わない」という原則を実践した上で朝から晩まで鍛錬を重ね、身につけたものであるとした。力を使わないでこのような身体を作るにはとてつもない練習が必要であるが、優れた武術家の家に生まれた彼らは、朝から晩まで練習を重ね、次々と弟子がやってきた。例えば当時、筋力を使わないトレーニングを一日続けた祖父・泰治は、その日箸を持つことすらままならなかったという。
一般的には先の者が後の人々を導くということは奨励されていることであるが、こと振武舘においては、単なる先輩門人が後輩を「指導する」ということは絶対的な禁忌事項としている。かつて、振武舘は級位制を取り入れており、一級になると目録が授与された。五級、四級まではまだ癖が残っているが、三級より上は、どの弟子がやっても同じ型になっていた。そのため、誰から学んでもよく、誰が教えても形は崩れなかった。実際、戦前に目録にたどり着いた祖父・泰治の弟子たちは、泰治と全く同じ動きをしており、型の純粋な身振り手振りのほかには何も存在していなかったという。しかし、現在ではそのレベルの弟子はもうおらず、AやBに型を習うと、すぐにAやBの身振りになってしまう。相手の癖が見えるからこそ、わかりやすく、真似しやすい。流派の特殊性から悪い面ばかりを学び、本質を見落としてまう。そのため、現在の振武舘では、上級者がその動作の中で何が求められているか、どのような理論が使われているかを説明することはあっても、黒田以外が型を弟子に見せることは禁じられている。
また現在では、レベルごとに何を学ばなければならないかを定義する級位制は廃止し、皆が一緒に練習して上達できるような、また型や遊び稽古（後述）の極意を楽しんでもらえるような方式を心がけているという。
さらに、高度な理論と実技を有した日本武術の素晴らしさを広く認識してもらうことを目的とした上で、黒田は趣味として気軽に型を学ぶことには寛容な態度を示しており、一般向けの講習会を定期的に開催したり、書籍や映像教材でも流儀内容を積極的に公開している（無論全てではなく「表」などの一部の型であるが、型一つ一つを極めて詳細に解説している）。ただし、禁じていないのはあくまでも自己の範囲内における自主稽古であって、その範疇を超えた行為は、たとえ門下であったとしても断固として禁じている。なお先述したように、振武館は一般的な道場とは異なり、実際に入門したとしても、適宜訪問する黒田本人によって直接指導されるとき以外は、原則としてどの稽古会場においても自主稽古（型および遊び稽古）が主体となっている。

### 稽古・身体操法に関する用語
以下の用語は、甲野善紀との交流などのなかで振武舘の流儀内容や自身の稽古内容を再検討したときに、黒田鉄山が改めて言語化させた理論や稽古法である。その前提に「力の絶対否定」があり、到達点に「消える動き」がある。
- 順体法[3][4]

「手を以ってせず足を以ってせず」「動かずに動く」手先や足先で動くのではなく身体全体から動くこと。身体の全体が連動しており、特定の部位が攻撃目標に向かっているわけではないので、相手はその動きを認識できず消える動きとなる。
- 無足之法[3][4]

古語であり、地を蹴らずに歩む歩法のこと。身体が倒れる力を利用する。脚力に頼る日常的な動きでは速さの限界が早期に訪れるため、それを否定して真に速い動きの獲得を目指す。居つかない身体の基礎でもある。無足の足捌きは、足音がたたない軽い足の使い方である。
- 浮身[3][4]

古語であり、引力に逆らわずしかも浮き上がるような感覚での身体の使い方を指していう。居合術で座った状態から立ち上がる際に重視される。足を踏みしめることを否定しているため、一見するとこの立ち方は不安定に見える。しかし動作の気配を消し、動きの短絡化を可能にする重要な身体運用技法である。浮身は無足と直結している。
- 最大最小理論[3][4]

身体を最大に使うことで最小にして最速の動きを作り出す。これによって長いものが最短最小の、短く小さいものが最大の運動を得ることになる。剣術や居合術の廻剣素振りがこの運動理論をよく表している。太刀の運動抵抗を極小に抑える円運動と、最速・最短の直線運動をひとつの動きに内包することから「直線に支えられた円運動」とも呼ばれている。
- 等速度運動[3][4]

初動から終動までを同じ速度で動く。「消える動き」の要となる。この動きは、動き始めの気配がない「一調子の動き」と不可分である。日常的な動きや一般的なスポーツの動きはこの動きと逆の、初動から段々とスピードを上げてゆく加速度運動である。
- 遊び稽古

型の本質を体得するために編み出した黒田鉄山考案の集中稽古法。上記の「順体法」「無足之法」「浮き身」などの身体操法を体感しながら学んでいく。鉄山曰く、特に何かを参考にしたり勉強したというわけではないが、アレクサンダー・テクニークに近いものだという。

## 振武舘の武術体系
黒田が道場主を務める振武舘においては流祖の異なる複数の流儀が同じ理論の元で統合的に指導されており、なかでも剣術、柔術、居合術が三位一体であるとされている。どの流派もその目標とする到達点は同じであるが、階段は段差がない方が登りやすいのと同じように、さまざまな角度からさまざまな動きを段階的・階層的に学ぶことで、到達点までの道のりがより緩やかな傾斜となり、高度な技法をより易しく習得することが可能であるという。順体、無足、等速度などの身体操作をそれぞれの武術の中で学んでゆき、それらが一体となって武術的身体が形成される。

### 柔術
柔術は四心多久間四代見日流である。振武舘では柔術に相手を投げる、極めるという結果を重視していない。剣を相手にした身体の使い方及び剣を扱うための「斬りの体捌き」を学ぶことを重視している。そのため振武舘では柔術と剣術を一体に学ぶものとしており、「柔術が先行して剣術を引っ張っていく」とも言われる。剣の世界においては、踏ん張ったり居付いたりすることは斬られることになるため避けねばならない。そのため絶対に力をいれず、相手の力にぶつからず柔らかく相手を崩すことを訓練する。
基本となる稽古法に、床を蹴らずにその場で前回り受身を行う「無足の受身」がある。床を蹴らなければほとんど前進しないため、たたみ一畳で何十回と回転することができる。一畳での回転数を徐々に増やしてゆくことが稽古の指標になる。

### 剣術
剣術は駒川改心流である。太刀だけでなく、十手、小太刀、薙刀など様々な武器の扱いを学ぶ。これらの武器を手先で振り回したり叩きつけたりすることを否定し、無拍子の斬りの体捌きで扱う術理が剣術の根底に流れている。
かつての入門志望者は、まず最初の3年間を基本的な廻剣素振りの練習のみで過ごし、それ以外の稽古は許されなかった（とはいえ振武舘の素振りは前述のように難易度の高い技術を有する）。そしてこの期間終了時点で正しく剣を振ることができれば、そこでやっと道場への正式な入門が認められたという。なお今日でも基本の素振り練習には半年の期間を費やすという。

### 居合術
居合は民弥流である。剣術中の精髄とも言われ、難度が高い術技である。かつての振武舘ではまず剣術と柔術を先に習い、これらの術が得意な者は、後述の棒術を教わった。そして、この三種の神器に秀でた者だけが、居合術を学ぶことができたという。
刀の抜き方は「右手で抜かない」ことが基本となる。右手で抜かず体捌きで抜くことが大きな斬撃力を生み出す。しかし、武術としての居合術たる術技全体の中では、太刀を抜くということのみでは居合術としては成り立たない。発剣と二の太刀（後太刀）は表裏一体であり、個々の技としての重要性を持っている。そして二の太刀の運剣は、剣術とも共通する廻剣理論に基づくものである。
さらに、相手は既に刀を抜いており、自分は未だ抜いていないという居合の想定する条件は、自分に不利なものである。また基本となる座構えも、動きが制限されて不利であるかに見える。不利を覆す術理を型の中で学ぶのである。最終的には刀を抜かずに相手を制する（太刀を捨てる）ことを目指す。本来は上達するに従って受け（打太刀）をつけるが、主として1人稽古で充分その用を足すことができるとしている。

### 棒術
棒術は椿木小天狗流である。剣を持った相手を棒で制御する体捌きを訓練する。棒で剣を受けないという特徴がある。
現在の振武舘では、まず柔術と剣術、次に居合術、そして最後に棒術を教えているという。

### 殺活術
殺活術は誠玉小栗流である。極め技や当身などの殺法と、身体の不具合を矯正する活法。一般には教授されておらず、柔術の奥伝として位置付けられている。

## 称号
- 古武道教士号（大日本武徳会 [注 4]）
- 古武道八段範士号（大日本武徳会）

## 著作

### 本
- 『武術談義』 壮神社 ISBN 4915906035 1988年11月発行 (甲野善紀と共著)
- 『居合術精義』壮神社 1991年発行
- 『剣術精義』壮神社 1992年発行
- 『消える動きを求めて 鉄山パリ合宿記』 合気ニュース ISBN 4900586102 1997年5月発行
- 『気剣体一致の武術的身体を創る』 BABジャパン ISBN 4894222981 1998年8月発行
- 『気剣体一致の「改」』 BABジャパン ISBN 4894223937 2000年8月発行
- 『気剣体一致の「極」』 BABジャパン ISBN 4894228092 2004年8月発行
- 『気剣体一致の「創SOU」〈新装改訂版〉』 BABジャパン ISBN 978-4862209061 2015年5月10日発行
- 『気剣体一致の「改KAI」〈新装改訂版〉』 BABジャパン ISBN 978-4862209221 2015年7月31日発行
- 『気剣体一致の「極KIWAMI」〈新装改訂版〉』 BABジャパン ISBN 978-4862209443 2015年11月13日発行

### ビデオ
- 『剣術精義』 壮神社
- 『居合術精義』（上・下巻） 壮神社
- 『振武舘の技』 壮神社
- 『振武舘武術講習会第一巻駒川改心流剣術』 壮神社
- 『振武舘武術講習会第二巻民弥流居合術』 壮神社
- 『振武舘武術講習会第三巻四心多久間流柔術』 壮神社
- 『AIKI EXPO 2003 講習会編 vol.2』 合気ニュース
- 『AIKI EXPO 2003 友好演武会編』 合気ニュース
- 『武　融合への祭典』 合気ニュース
- 『古伝武術　極意指南　第１巻　民弥流居合』 BABジャパン
- 『古伝武術　極意指南　第２巻　駒川改心流剣術』 BABジャパン
- 『古伝武術　極意指南　第３巻　四心多久間流柔術』 BABジャパン
- 『古伝武術　極意指南　第４巻　民弥流居合「行之太刀」之極意』 BABジャパン
- 『古伝武術　極意指南　第５巻　駒川改心流剣術「切上」之極意』 BABジャパン
- 『古伝武術　極意指南　第６巻　四心多久間流柔術「腰之剣」之極意』 BABジャパン
- 『古伝武術　極意指南　第７巻　棒術指南　椿小天狗流』 BABジャパン
- 『古伝武術　極意指南　第８巻　剣・柔・居　三位一体の世界』 BABジャパン
- 『黒田鉄山 改 剣之巻』 BABジャパン
- 『黒田鉄山 改 柔之巻』 BABジャパン
- 『黒田鉄山　極意！一調子の動き』 BABジャパン
- 『黒田鉄山の型が導く超次元身体の法　第１巻　剣体編』 BABジャパン
- 『黒田鉄山の型が導く超次元身体の法　第２巻　柔体編』 BABジャパン
- 『岡島瑞徳×黒田鉄山　整・体・稽・古』 BABジャパン
- 『武術の“遊び稽古” Vol.1 柔術編』 BABジャパン
- 『武術の“遊び稽古” Vol.2 剣術編』 BABジャパン

### 連載
- 「柔術万華鏡」『合気ニュース』合気ニュース
- 「鉄山に訊け」『月刊秘伝』 BABジャパン
- 「伝書に守られて」『季刊道』合気ニュース

## 出演
- BBC Three製作『Mind, Body & Kick Ass Moves』（2008年放送）[24]
- NHK製作『明鏡止水〜武のKAMIWAZA〜』（2021年10月9日放送）[25]